# Agriades magnaglandon
Agriades magnaglandon är en fjärilsart som beskrevs av Ruggero Verity 1947. Agriades magnaglandon ingår i släktet Agriades och familjen juvelvingar. Inga underarter finns listade i Catalogue of Life.